# Guitar Legends
Guitar Legends è stato un concerto tenutosi in cinque serate, dal 15 al 19 ottobre del 1991, presso Siviglia, in Spagna. Il concerto fu uno dei principali intrattenimenti che introdussero l'Expo '92 Siviglia, tenutosi l'anno seguente. All'evento parteciparono alcuni tra i più noti e talentuosi chitarristi del mondo.

## L'esibizione
All'evento presero parte ventisette grandi chitarristi, tra cui B.B. King, Brian May, George Benson, Joe Walsh, Keith Richards, Les Paul, Robbie Robertson, Robert Cray, Roger Waters, Albert Collins, Steve Vai e Joe Satriani. Fra i cantanti apparvero anche Rickie Lee Jones, Bob Dylan and Joe Cocker.
L'idea del concerto fu concepita da Tony Hollingsworth. L'evento fu mandato in onda sul canale RTVE, consistente di cinque spettacoli di 90 minuti e un documentario di un'ora.
I diritti dell'evento sono detenuto dalla Tribute Inspirations Limited.
Ne è stato fatto anche un DVD.

## Musicisti

### Chitarristi
- Albert Collins
- B.B. King
- Bo Diddley
- Brian May
- Dave Edmunds
- George Benson
- Jack Bruce
- Joe Walsh
- Joe Satriani
- John McLaughlin
- Keith Richards
- Larry Coryell
- Les Paul

- Nuno Bettencourt
- Paco de Lucía
- Phil Manzanera
- Richard Thompson
- Robbie Robertson
- Robert Cray
- Roger Waters
- Roger McGuinn
- Stanley Clarke
- Steve Cropper
- Steve Vai
- Vicente Amigo

### Cantanti
- Bob Dylan
- Gary Cherone
- Joe Cocker
- Miguel Bosé
- Paul Rodgers
- Rickie Lee Jones

### Musicisti di supporto
- Andy Fairweather-Low
- Bill Dillon
- Billy Nichols
- Bo Dollis
- Brandon Fields
- Bryan Simpson
- Charley Drayton
- China Gordon
- Chris Thompson
- Chris Stainton
- Chuck Leavell
- Cleveland Watkiss
- Cozy Powell
- David Hull
- Debby Hastings
- Dennis Chambers
- Deric Dyer
- Dominique Di Piazza
- Doreen Chanter

- Everett Harp
- Gary Mazaroppi
- George Bohanon
- Graham Broad
- Ivan Neville
- John Miles
- John Leftwich
- John David
- Katie Kissoon
- Kevin Dillon
- Larry Kimpell
- Louis Orapollo
- Maggie Ryder
- Manu Katche
- Miami Horns
- Mike Moran
- Miriam Stockley
- Monk Boudreaux
- Nathan East

- Neil Murray
- Pat Leonard
- Peter Wood
- Pino Palladino
- Ray Cooper
- Ray Brown
- Richard Cousins
- Rick Wakeman
- Robert Smith
- Sal Demandi
- Simon Phillips
- Snowy White
- Steve Jordan
- Steve Ferrone
- Terry Williams
- Tony Levin
- Trilok Gurtu